# Ровінський Лев Якович
Лев Якович Ровінський (1900, місто Умань, тепер Черкаської області — 2 листопада 1964, місто Москва, Російська Федерація) — радянський журналіст, головний редактор газети «Известия».

## Життєпис
Народився в єврейській родині маляра та швачки. З одинадцятирічного віку працював помічником маляра, допомагав батьку. З 1915 року працював конторником у місті Одесі. 
З 1917 по 1918 рік був студентом Московського університету.
З 1919 року — в Червоній армії, політпрацівник. Учасник Громадянської війни в Росії.
Член РКП(б) з 1920 року.
У 1920-х роках — заступник завідувача газети «Листок РКИ» (Робітничо-селянської інспекції), .
З 1928 по квітень 1941 року — журналіст-міжнародник; заступник головного редактора газети «Правда».
26 квітня 1941 — 30 листопада 1944 року — головний (відповідальний) редактор газети «Известия». 
З 1944 по листопад 1960 року — заступник головного редактора журналу «Новое время».
Делегат із дорадчим голосом XVIII з'їзду ВКП(б).
Помер 2 листопада 1964 року в Москві.

## Нагороди і звання
- орден Трудового Червоного Прапора
- медаль «За оборону Москви»
- медаль «За доблесну працю у Великій Вітчизняній війні 1941—1945 рр.»
- медалі